# Tomoyo Kurosawa
Tomoyo Kurosawa (黒沢 ともよ Kurosawa Tomoyo?,  Saitama 10 de abril de 1996) es una seiyū y actriz japonesa afiliada a Mausu Promotion.

## Biografía
Kurosawa comenzó a estudiar actuación a la edad de 3 años. En 2003, empezó a aparecer en obras de televisión, comerciales y actuaciones en público.
En febrero de 2010 Kurosawa hizo su debut como seiyū interpretando a Natsuki Koyama en la película de animación japonesa Uchuu Show e Youkoso. Ese mismo año, Kurosawa se convirtió en miembro de soporte de Sound Horizon, apareciendo como cantante en su séptimo álbum "Märchen".
Fue reconocida como la "Mejor Actriz de Voz" en la 12º ceremonia de los Seiyū Awards.

## Roles interpretados
Lista de los roles interpretados durante su carrera.
Los papeles principales están en negrita.

### Anime
2012
- Aikatsu! Otome Arisugawa.

2014
- Amagi Brilliant Park como Sylphy.
- Black Bullet como Tina Sprout.
- Futsuu no Joshikousei ga [Locodol] Yatte Mita como Tsubasa Tsurugi.
- Yuuki Yuuna wa Yuusha de Aru como Itsuki Inubouzaki.

2015
- Hibike! Euphonium como Kumiko Oumae.
- Owari no Seraph como Mirai Kimizuki.
- The iDOLM@STER Cinderella Girls como Miria Akagi.
- The iDOLM@STER Cinderella Girls 2nd Season como Miria Agaki.

2016
- "Hibike! EuphoniumS2" como Kumiko Oumae.

2017
- Koi to Uso como Kagetsu Ichijou.
- Sakura Quest como Erika Suzuki.
- Houseki no Kuni (Land of the Lustrous) como Phosphophylite

2018
- Akanesasu Shōjo como Asuka Tsuchimiya.

2019
- Kanata no Astra como Quitterie Raffaëlli
- Araburu Kisetsu no Otome-domo yo como Hitoha Hongō

2020
- Akudama Drive como Persona Ordinaria/Estafadora.
- Majo no Tabitabi como Saya.

2021
- Sayonara Watashi no Kurama como Sumire Suō.
- Yuru Camp△ como Ayano Toki.
- Shūmatsu no Valkyrie como Göll.
- Yūki Yūna wa Yūsha de Aru: Dai-Mankai no Shō como Itsuki Inubouzaki.

2024
- Mobile Suit Gundam GQuuuuuuX como Yuzuriha Amate

### Películas de anime
2010
- Uchuu Show e Youkoso como Natsuki Koyama.

### Videojuegos
2012
- Aikatsu! Cinderella Lesson como Otome Arisugawa.

2013
- Aikatsu! Futari no My Princess como Otome Arisugawa.
- The Idolmaster Cinderella Girls como Miria Akagi.

2014
- Rage of Bahamut como Mito.
- Bladedance of Elementalers DayDreamDuel como Lulu[3]
- Nekomimi Survivor! como Hakase[4]
- 82H Blossom como Yuzuki Negishi

2017
- Bang Dream Girls Band Party como Okusawa Misaki
- Azur Lane como IJN Mutsu

2019
- Fire Emblem: Three Houses como Sothis